# 37-мм протитанкова гармата Бофорс
37-мм протитанкова гармата Бофорс — протитанкова гармата, що використовувалася арміями ряду європейських країн під час періоду Другої світової війни.

## Опис конструкції
Гармата мала цілком сучасну для свого часу конструкцію. Ствол-моноблок, що мав напівавтоматичний горизонтальний клиновий затвор та невелике дульне гальмо, монтувався на лафеті з розсувними станинами. Гармата мала підресорювання та металеві колеса з гумовими шинами. Розрахунок захищався гнутим металевим щитом товщиною 5 мм, причому його нижня частина мала відкидуватись на петлях.

## Історія створення
Гармата була розроблена шведською збройовою фірмою «Бофорс» перш за все з метою експорту. В 1932 році було створено перший дослідний зразок. У 1934 гармату було доведено для серійного виробництва, вона отримала первинну назву m/34. У 1935 році було вперше замовлено 12 гармат Нідерландами. Збройні сили Швеції почали закуповувати ці гармати з 1937 року під назвою 37 мм pkan M/34. У процесі виробництво було розроблено нову версію під назвою М/38, яка замінила стару у виробництві. 37-мм гармата Bofors була гідним конкурентом німецьких 3,7 см Pak 35/36 у своїй ніші в кінці 1930-тих років, тому було досягнуто певного комерційного успіху. Серед країн, що імпортували цю гармату, були Данія, Фінляндія, Велика Британія, Польща, Туреччина та Югославія. Ліцензійні гармати вироблялись у Данії, Фінляндії, Нідерландах та Польщі.
Не зважаючи на розповсюджену думку, німецька 37-мм протитанкова гармата Pak 35/36 та американська 37-мм протитанкова гармата M3 не були копіями розробки фірми «Бофорс».

## Виробництво та застосування

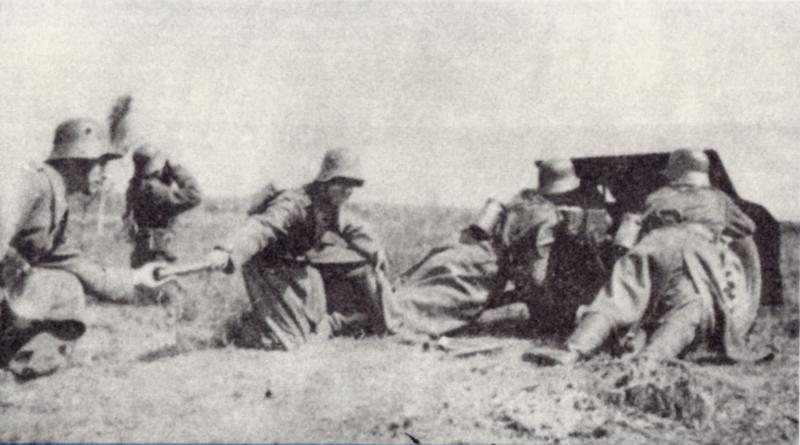
Польська 37-мм протитанкова гармата wz.36 на навчаннях

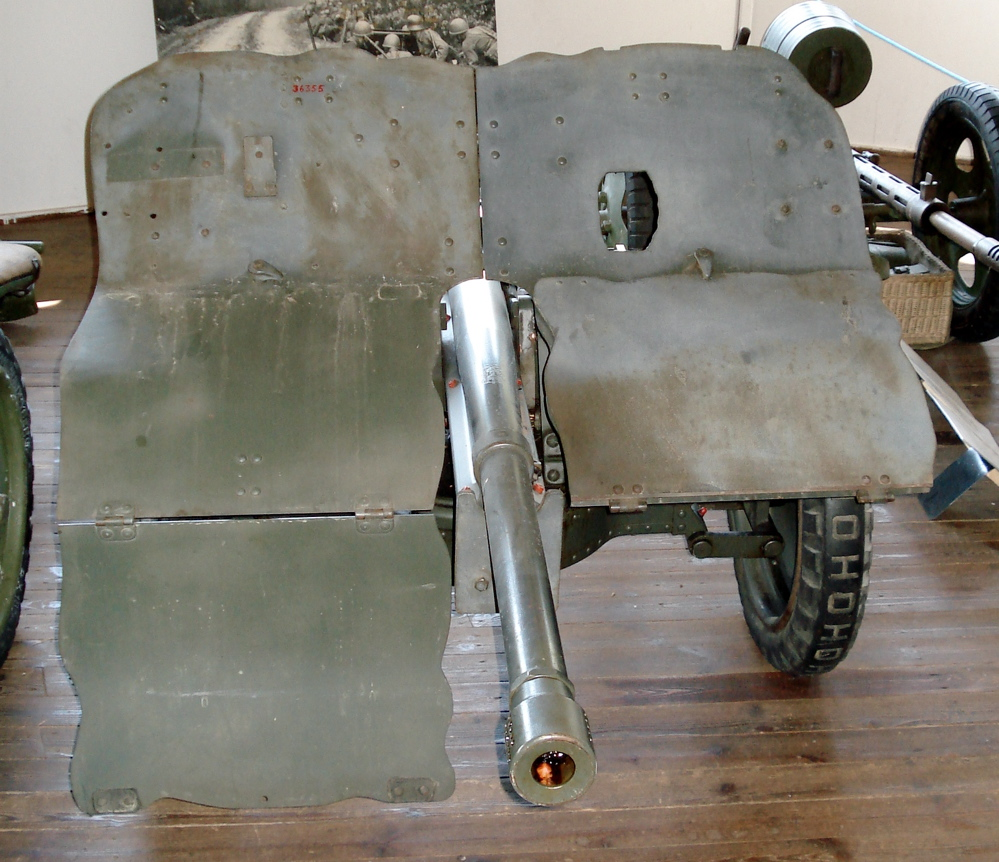
Шведська 37-мм протитанкова гармата Бофорс

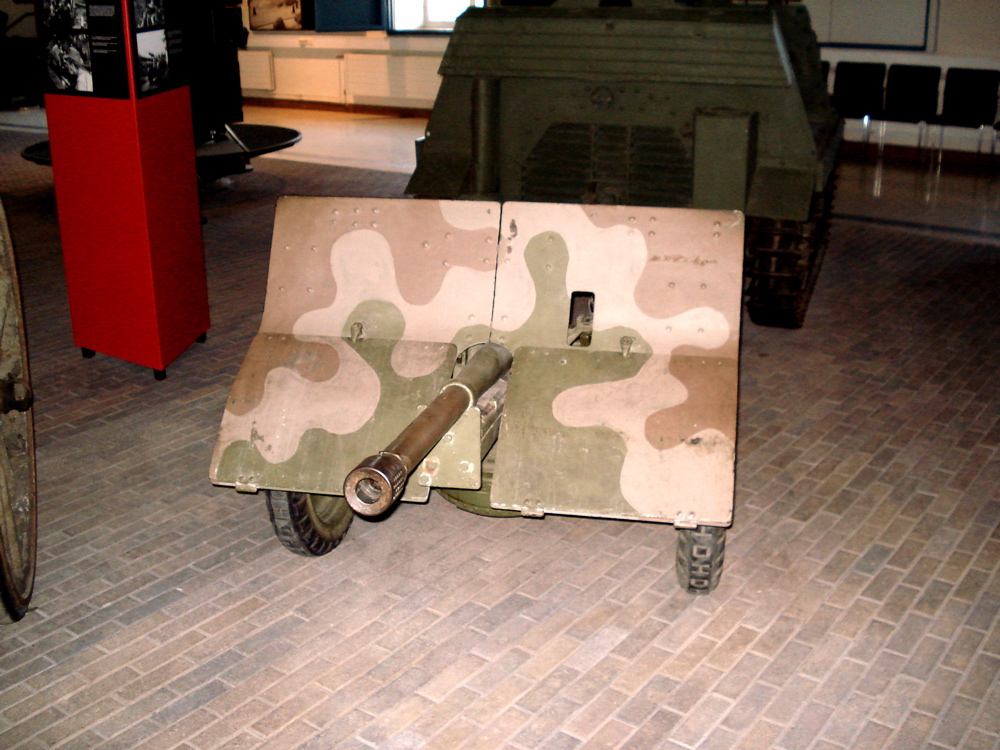
Фінська 37-мм протитанкова гармата Бофорс, передній вигляд

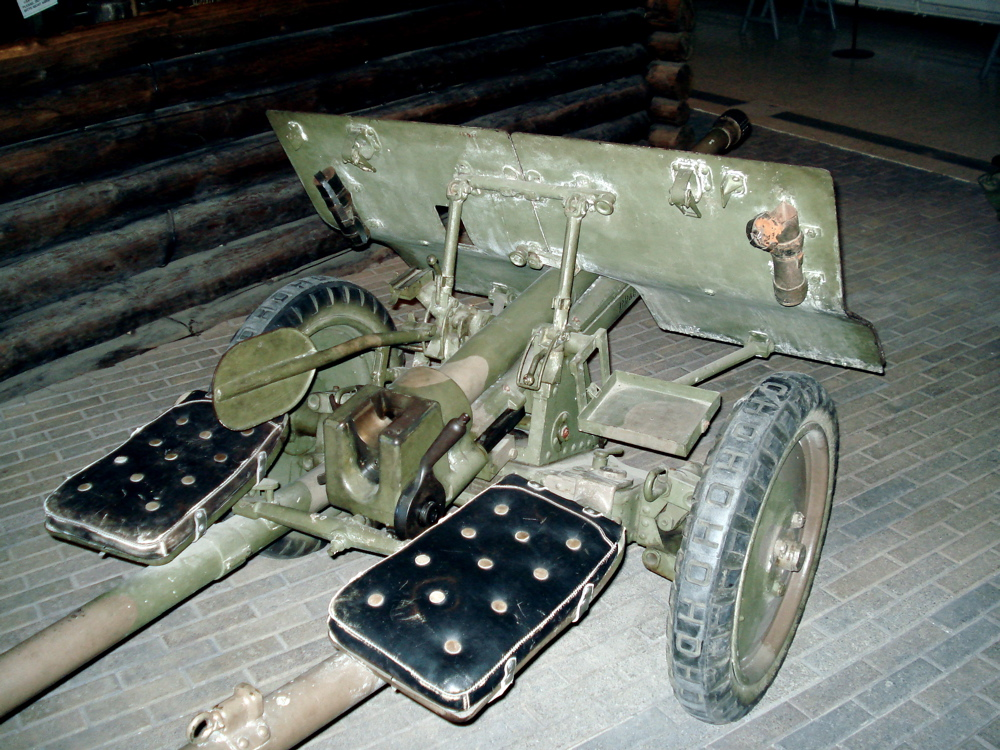
Фінська 37-мм протитанкова гармата Бофорс, вигляд ззаду

### Швеція
У Швеції гармату прийняли на озброєння у 1937 році під індексом 37 mm infanterikanon m/34 (модель 1934 року — піхотна гармата).